# Casa Jaume Andarió
La casa Jaume Andarió és un edifici situat als carrers de Sant Pere més Baix, de les Beates i de la Volta de la Perdiu de Barcelona, catalogat com a bé cultural d'interès local.

## Història
El 1785, el comerciant Jaume Andarió va demanar permís per a construir un edifici als carrers de Sant Pere Més Baix i de les Beates. Posteriorment, va passar a mans de Josep Prat i de Codina, que el 1806 va demanar permís per a reedificar una casa veïna al carrer de les Beates segons el projecte del mestre de cases Pere Barrera, unificant-la amb l'existent.
Casat amb Mercè de Roca i Pi, baronessa de Marmellar, fou succeït pel seu fill Joaquim de Prat i de Roca (1804-1872), casat amb Maria Ventura d'Abadal i Cavalleria. El seu fill Josep Maria de Prat i d'Abadal estava casat amb Carme de Pastors i de Marenges, i a la seva mort el 1888 va deixar com a hereva la seva filla primogènita Maria Josepa de Prat i de Pastors.

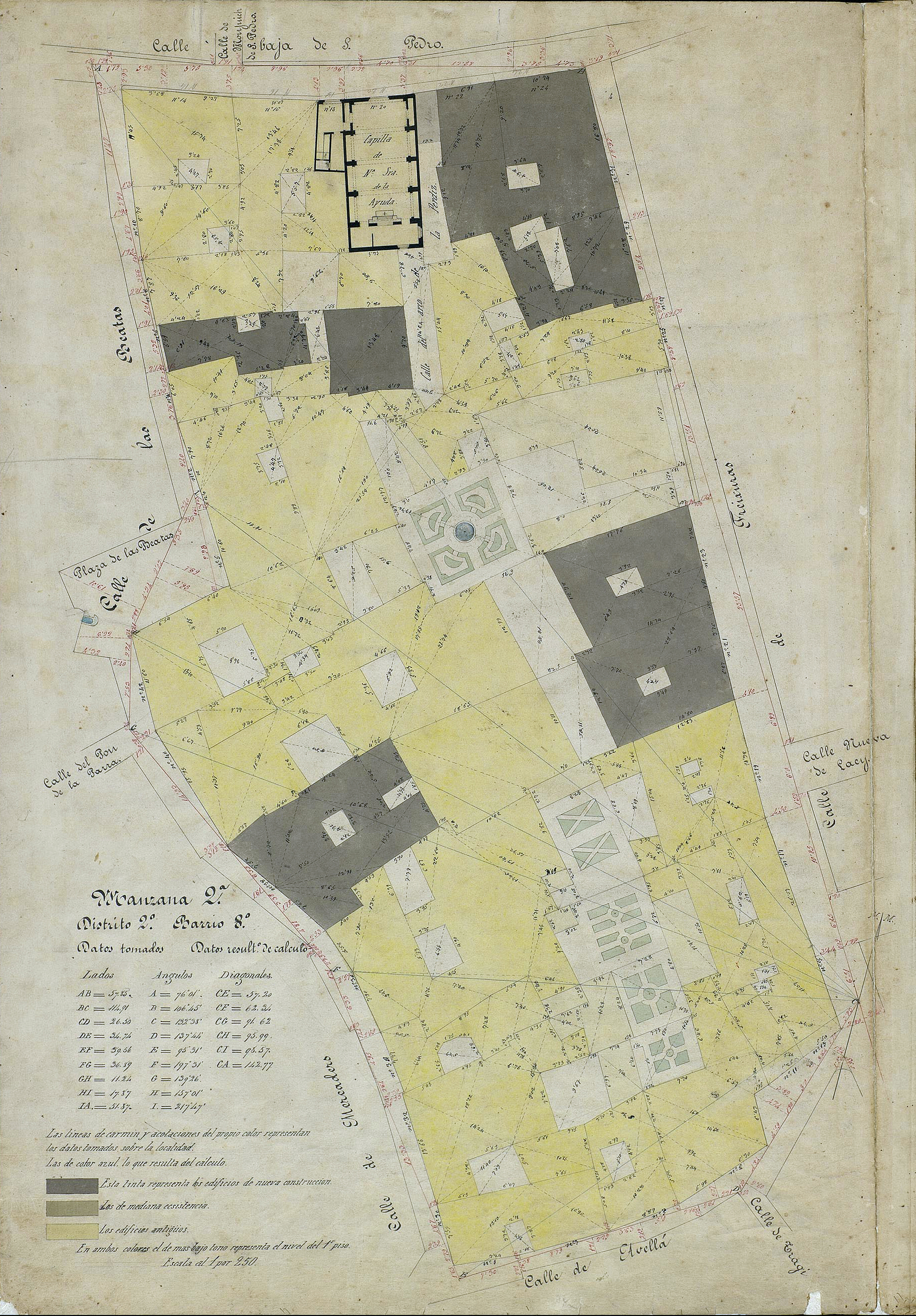
Quarteró núm. 29a de Garriga i Roca (c. 1860)

## Descripció
És una construcció que mostra els esquemes habituals de l'arquitectura urbana de finals del segle xviii: baixos de pedra amb portals d'arc escarser amples, per deixar passar els carruatges, tres pisos amb balcons de llosana de pedra i barana de ferro de volada decreixent en funció de l'altura de les plantes i decoració esgrafiada que cobreix els panys de part de la façana. L'edifici no ha estat gaire reformat i conserva la puresa de la composició original, malgrat d'una posterior remunta sobre la cornisa original, i una modificació en una de les obertures de la planta baixa, la de la dreta des del carrer Sant Pere Més Baix, que originàriament era una finestra i va ser convertida en porta, perdent, així, l'ampit.
El portal principal té gravada a l'arc escarser la data 1785 i serveix d'accés a l'escala que, després d'un tram comú, es bifurca en direcció al principal i a la resta de pisos. Els esgrafiats presenten motius vegetals als marcs de les obertures. En els compartiments centrals, gerros i floreres al primer pis, uns nens sobre peanyes al segon, i altres gerros al tercer. A l'altura de les impostes es dibuixen garlandes sostingudes pels extrems per una espècie de mènsules.